# Dasypolia calabrolucana
Dasypolia calabrolucana là một loài bướm đêm trong họ Noctuidae.